# 大宮 (福岡市)
大宮（、ローマ字表記: Ōmiya）は、福岡県福岡市中央区の町名。現行の行政地名は、大宮一丁目及び二丁目（住居表示実施済）。面積は10.54ヘクタール。2023年5月末現在の人口は2,567人。郵便番号は810-0013。

## 地理

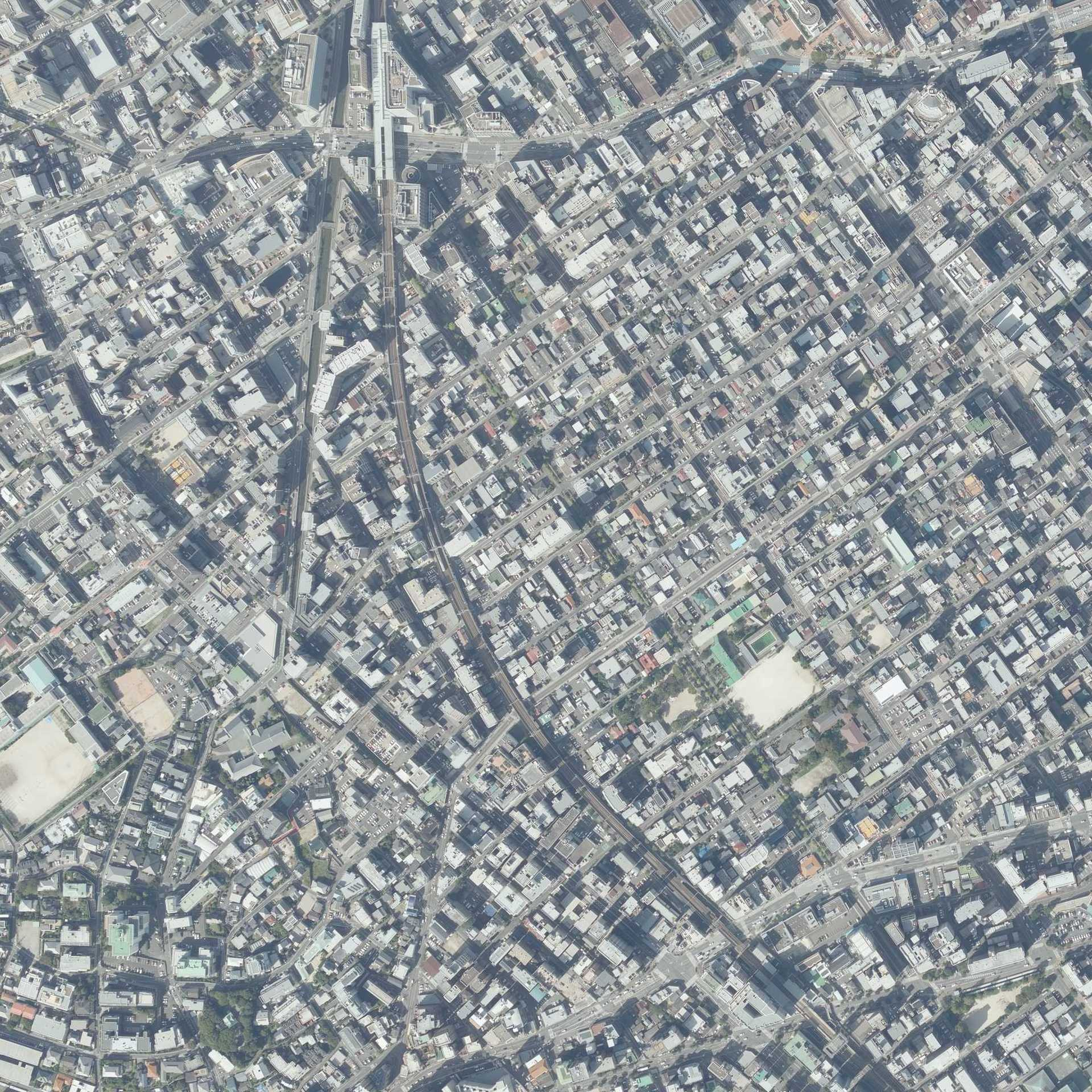
土地利用の状況

福岡市の「都心部」とされる中央区天神等の南約1.8キロメートル、中央区の南東部、西鉄天神大牟田線と「薬院新川支流」の上流にある開水路（写真1、写真2）とに挟まれた範囲に位置する。北東で白金（）と、南東で中央区那の川二丁目と、南西から西で西鉄天神大牟田線を挟んで平尾と隣接する。土地利用については、概ね住宅街で、業務施設、商業施設などが混在する。

### 都市計画等
大宮を含む地区の都市計画における位置づけについては、2012年（平成24年）12月21日に策定された『第9次福岡市基本計画』の「都市空間構想図」において、「都心部」に含まれている。都心部のなかでも特に天神・渡辺通地区、博多駅周辺地区、ウォーターフロント地区（博多ふ頭及び中央ふ頭）の3地区が都心部の核とされており、大宮を含む地区は天神・渡辺通地区の南に位置する。都市計画に関しては、「福岡市都市計画マスタープラン」において定められた方針については次のとおりである。交通ネットワークとして都市の骨格となる福岡県道555号桧原比恵線の沿道は、商業、業務、サービス施設や中高層住宅などが連続した「都市軸」に位置付けられている。土地利用については、全域が住宅を中心に都心機能を支援する業務施設、商業施設が共存する「複合市街地ゾーン」に位置付けられ、職住が調和した複合市街地づくりと良好な街並みの形成などがまちづくりの視点とされている。用途地域については次のとおりである。大宮一丁目のうち市道大宮338号線の北側及び二丁目のうち市道大宮316号線の南側並びに西鉄天神大牟田線の側道である白金1605号線及び大宮1606号線の東側道路境界線から概ね30メートルの範囲が商業地域に、これら以外が第二種住居地域に指定されている。また、西鉄天神大牟田線の沿線で商業地域に指定されている区域について次の地区計画が定められ、同線の薬院駅と西鉄平尾駅の両駅間に跨る当地区が、同線の連続立体交差事業に伴う道路交通の円滑化や側道の整備により、商業施設、業務施設の集積が見込まれることから、周辺の住宅地の環境との調和を図った施設の誘導を行うために、用途地域等の規制に加えて、さらに建築物等の用途の制限が加えられている。
- 「大宮一、二丁目地区地区計画」（区域面積：約2.0ヘクタール、決定年月日：1993年2月25日、告示番号：市20号、変更年月日：2000年1月13日、変更告示番号：市5号）

## 歴史

### 町域の変遷
| 住居表示実施後       | 実施年月日         | 住居表示実施前（各大字・町名ともその一部） |
| -------------------- | ------------------ | ------------------------------------------ |
| 大宮一丁目及び二丁目 | 1962年（昭和37年） | 一本木町、原吉町、露町及び黒金町の各一部   |

## 人口
大宮一丁目及び二丁目について人口の推移を福岡市の住民基本台帳（公称町別）に基づき示す（単位：人）。集計時点は各年9月末現在である。
- 2001年（平成13年）：1,597
- 2002年（平成14年）：1,648
- 2003年（平成15年）：1,636
- 2004年（平成16年）：1,587
- 2005年（平成17年）：1,578
- 2006年（平成18年）：1,562
- 2007年（平成19年）：1,613
- 2008年（平成20年）：1,726
- 2009年（平成21年）：1,742
- 2010年（平成22年）：1,798
- 2011年（平成23年）：1,833
- 2012年（平成24年）：1,862
- 2013年（平成25年）：2,091
- 2014年（平成26年）：2,149
- 2015年（平成27年）：2,424
- 2016年（平成28年）：2,443
- 2017年（平成29年）：2,485
- 2018年（平成30年）：2,527
- 2019年（令和元年）：2,626
- 2020年（令和2年）：2,668
- 2021年（令和3年）：2,614
- 2022年（令和4年）：2,597

## 交通

### 道路
主な幹線道路は次の通り。

#### 県道
- 福岡県道555号桧原比恵線（百年橋通り）

#### 市道
市道のうち主な幹線道路は次の通り。
- 市道高砂平尾線（幹線二級市町村道）

### 鉄道
鉄道については、町域の西側に西日本鉄道の西鉄天神大牟田線が通っており、町外ではあるが、最寄りの駅は次のとおりである。
- 薬院駅（距離は道程で約0.2～1.0キロメートル）
- 西鉄平尾駅（距離は道程で約0.2～0.9キロメートル）

また、上記の薬院駅は福岡市交通局が運営する地下鉄の福岡市地下鉄七隈線の駅でもある。

### バス
バスについては、西日本鉄道株式会社が運営する西鉄バスが近くを運行しており、町外ではあるが、次の停留所がある。
- 城南線沿い：薬院駅前
- 百年橋通り沿い：那の川二丁目
- 高宮通り沿い：西鉄平尾駅、一本木、新川町

## 施設

### 公共・公益施設
- 一本木公園[注釈 3]
- 白金大宮通り[注釈 4]
- 高宮公民館[注釈 5]

公共・公益施設の写真
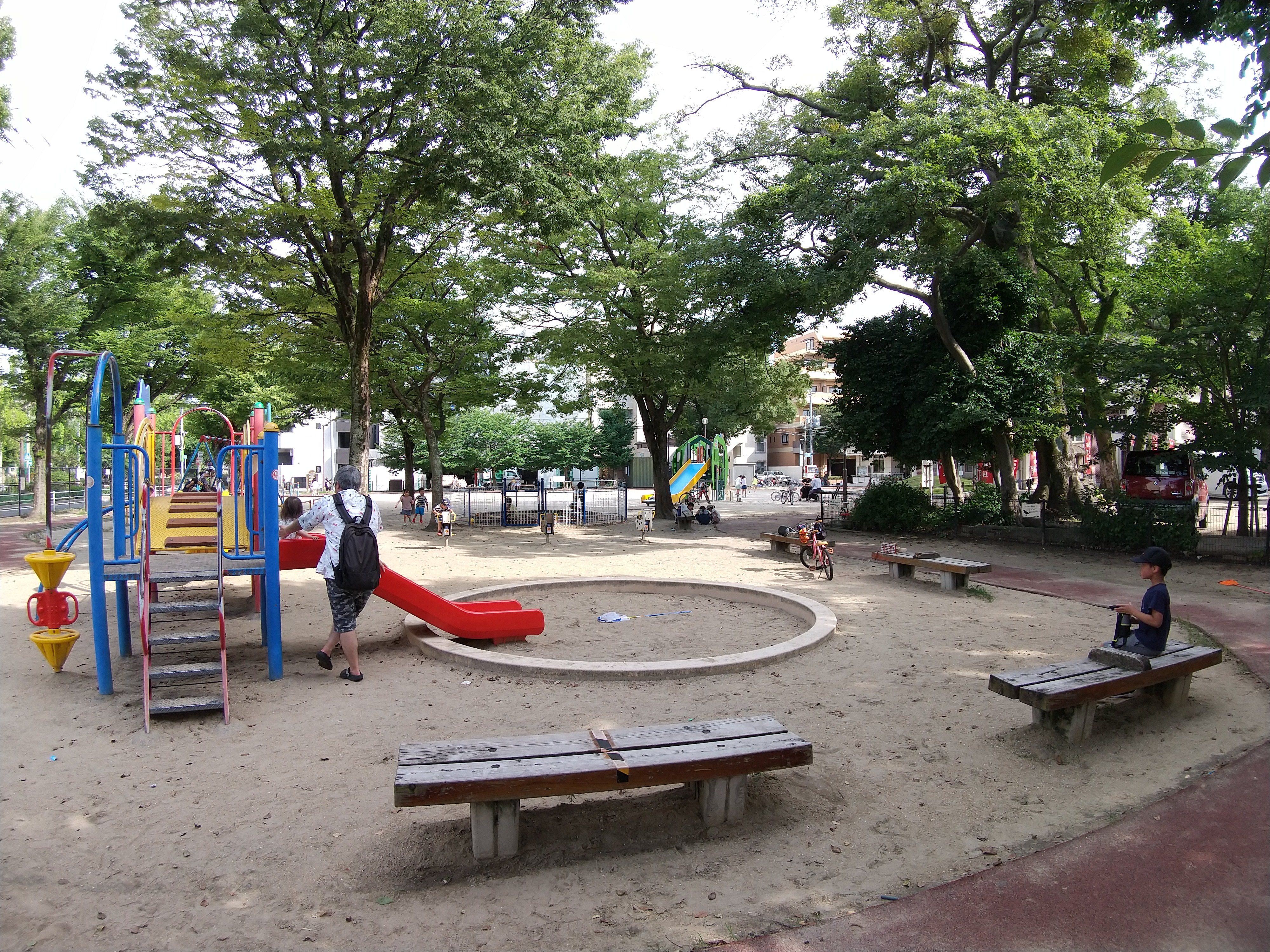
一本木公園
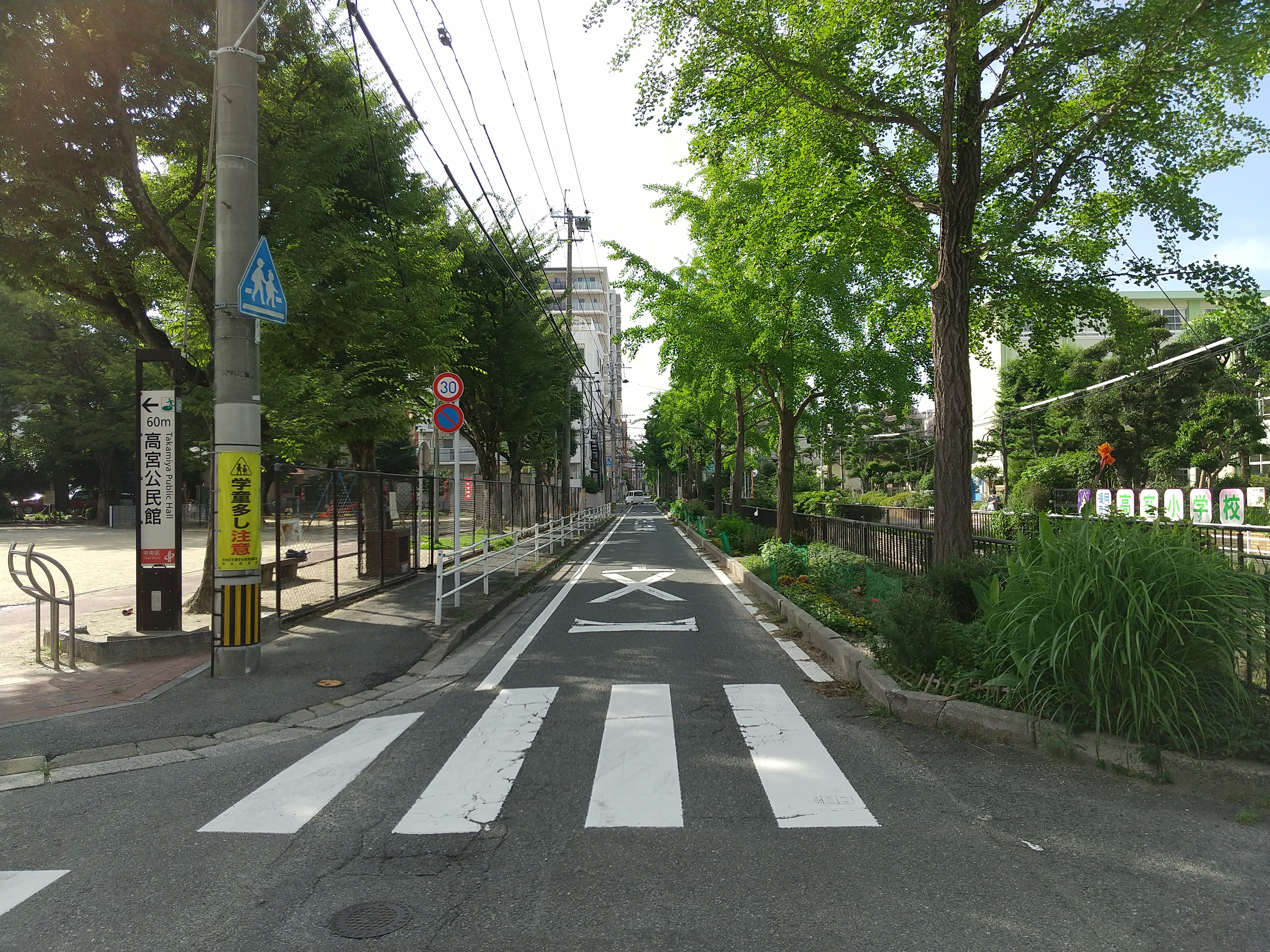
白金大宮通り、薬院新川支流のイチョウ並木道
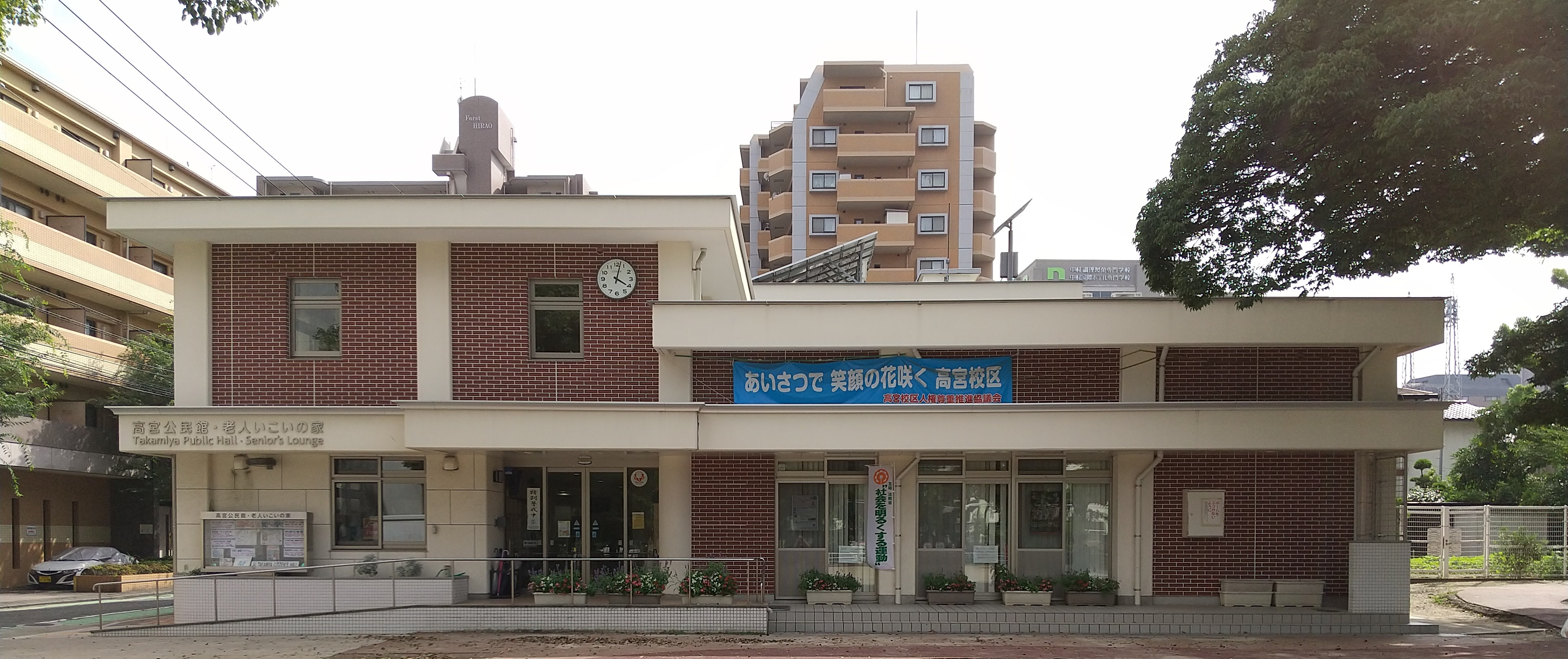
高宮公民館

### 学校
公立の小中学校は町内にはないが、校区については、小学校区、中学校区についてそれぞれ次の学校の校区に属する。
- 福岡市立高宮小学校（810-0012中央区白金（）二丁目15番40号）
- 福岡市立高宮中学校（815-0082南区大楠（）三丁目11番1号）

## 名所・旧跡
- 宇賀神社（）[注釈 6]

名所・旧跡の写真
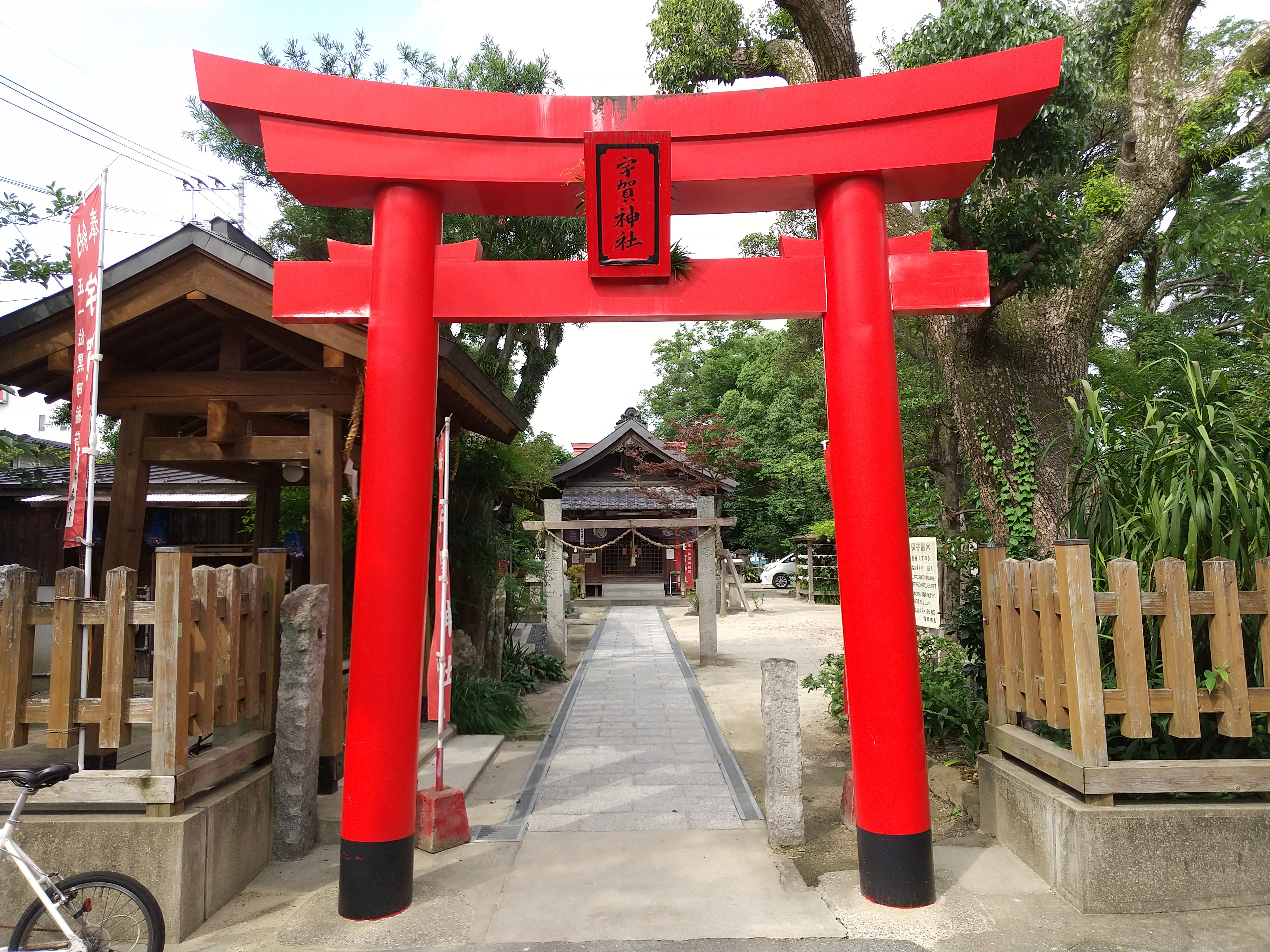
宇賀神社